# Verena Preiner
Verena Preiner, född 1 februari 1995, är en österrikisk friidrottare.
Vid Världsmästerskapen i friidrott 2019 tog Preiner brons i sjukamp.